# Kōkū Hoan Daigakkō

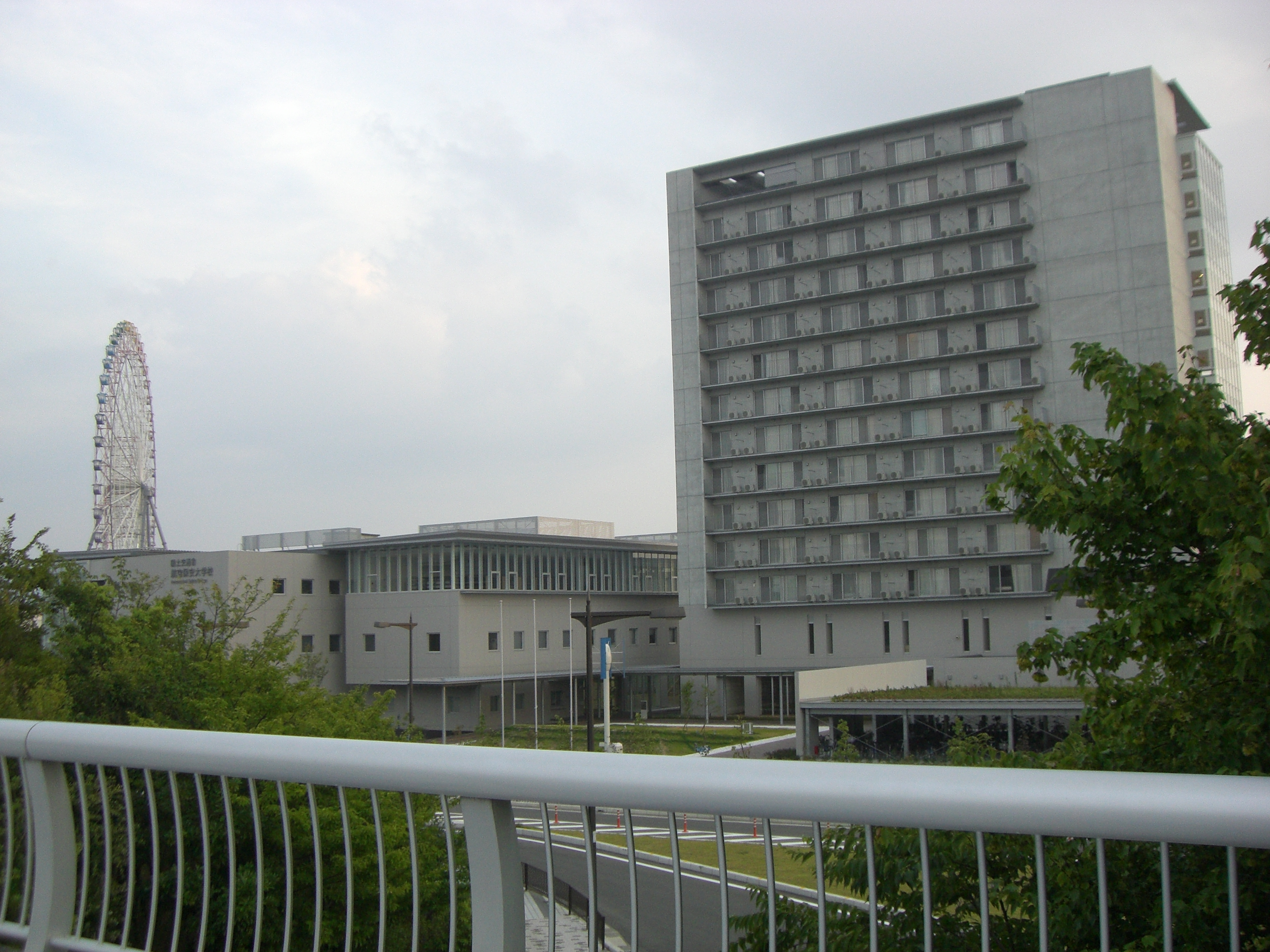
Hauptcampus (2008)

Die Kōkū Hoan Daigakkō (jap. 航空保安大学校, dt. „Hochschule für Flugsicherheit“; engl. Aeronautical Safety College, kurz: Kōhodai (航保大) oder ASC) ist eine staatliche Hochschule in Japan. Der Hauptcampus liegt in Izumisano in der Präfektur Osaka (neben dem Flughafen Kansai), und der Zweigcampus in Iwanuma in der Präfektur Miyagi (neben dem Flughafen Sendai).
Die Hochschule ist eine Ausbildungsstätte vom japanischen Ministerium für Land, Infrastruktur, Verkehr und Tourismus (MLIT), und sie ist nicht nach dem japanischen Schul- und Erziehungsgesetz (jap. 学校教育法 Gakkō kyōiku hō) eingerichtet (Also heißt sie nicht „Daigaku“, sondern „Daigakkō“). Nur Männer oder Frauen mit japanischer Nationalität können sich für die Hochschule bewerben. Die Studierende der Hochschule sind als staatliche Beamte behandelt.
Gegründet wurde die Hochschule 1959 als Ausbildungsstätte von den Luftfahrtbeamten (航空職員訓練所) am Flughafen Haneda. 1971 erhielt sie den heutigen Namen. 1974 richtete sie den Zweigcampus Iwanuma (38° 8′ 1,2″ N, 140° 55′ 1,1″ O), um die bestehenden Luftfahrtbeamten fortzubilden. 2008 zog der Hauptcampus von Tokio nach Izumisano um, aufgrund der Erweiterung vom Flughafen Haneda.

## Fakultäten
- Abteilung für Fluginformationsdienst (Dauer: 2 Jahren. Für Absolventen der Oberschulen)
- Abteilung für Flugelektronik (Dauer: 2 Jahren. Für Absolventen der Oberschulen)
- Abteilung für Fluglotsenausbildung (Dauer: 8 Monaten. Für Erfolgspersonen der Fluglotsenprüfung)